# بليك بيدرسن
بليك بيدرسن هو سياسي كندي، ولد في 1964 في كندا. حزبياً، نشط في الرابطة التقدمية المحافظة في ألبرتا ‏. وقد انتخب عضو الجمعية التشريعية ألبرتا.